# 宋桓公 (春秋時期)
宋桓公（？—前651年），中國春秋時期宋國君主。子姓，名禦說。 
宋庄公之子，宋閔公之弟。宋閔公十年（前682年），宋大夫南宮長萬弒殺宋後閔公，立公子游為國君，諸公子與蕭叔大心向曹國借兵反擊，殺公子游，立公子禦說為國君，是為宋桓公。
宋桓公生有六子：公子目夷、茲甫、公子鱗、公子盪、公子向、敖。宋桓公三十一年（前651年）春天，宋桓公卒，嫡長子公子茲甫繼位，也就是後來鼎鼎有名的宋襄公。

## 妻子
宋桓夫人是衛昭伯和宣姜的女儿。

## 子女
- 公子目夷，宋襄公之庶兄。襄公即位，目夷為司马，又转为左师，执掌国政。有一子公孙友。
- 宋襄公茲甫。
- 公子鱗，宋襄公之弟。公子鳞的后裔以其名鱗为氏，立鱗氏，也是后世鱗姓的来源之一。
- 公子盪，宋襄公之弟。公子荡的后裔以其名荡为氏，立荡氏，也是后世荡姓的来源之一。
- 公子向。
- 敖。